# Sobór Podwyższenia Krzyża Pańskiego w Królewcu

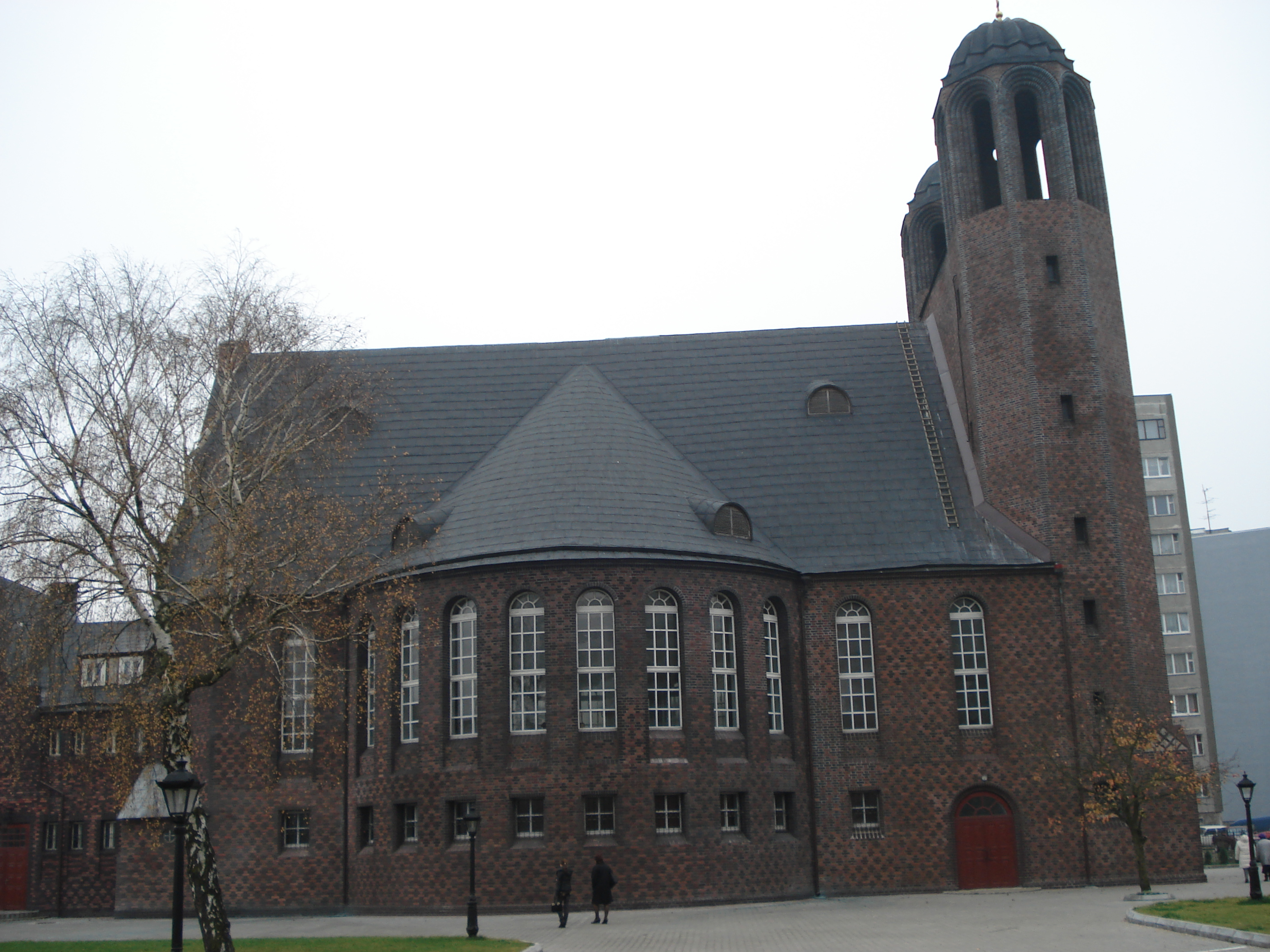
Sobór Krestowozdwiżeński, widok z boku

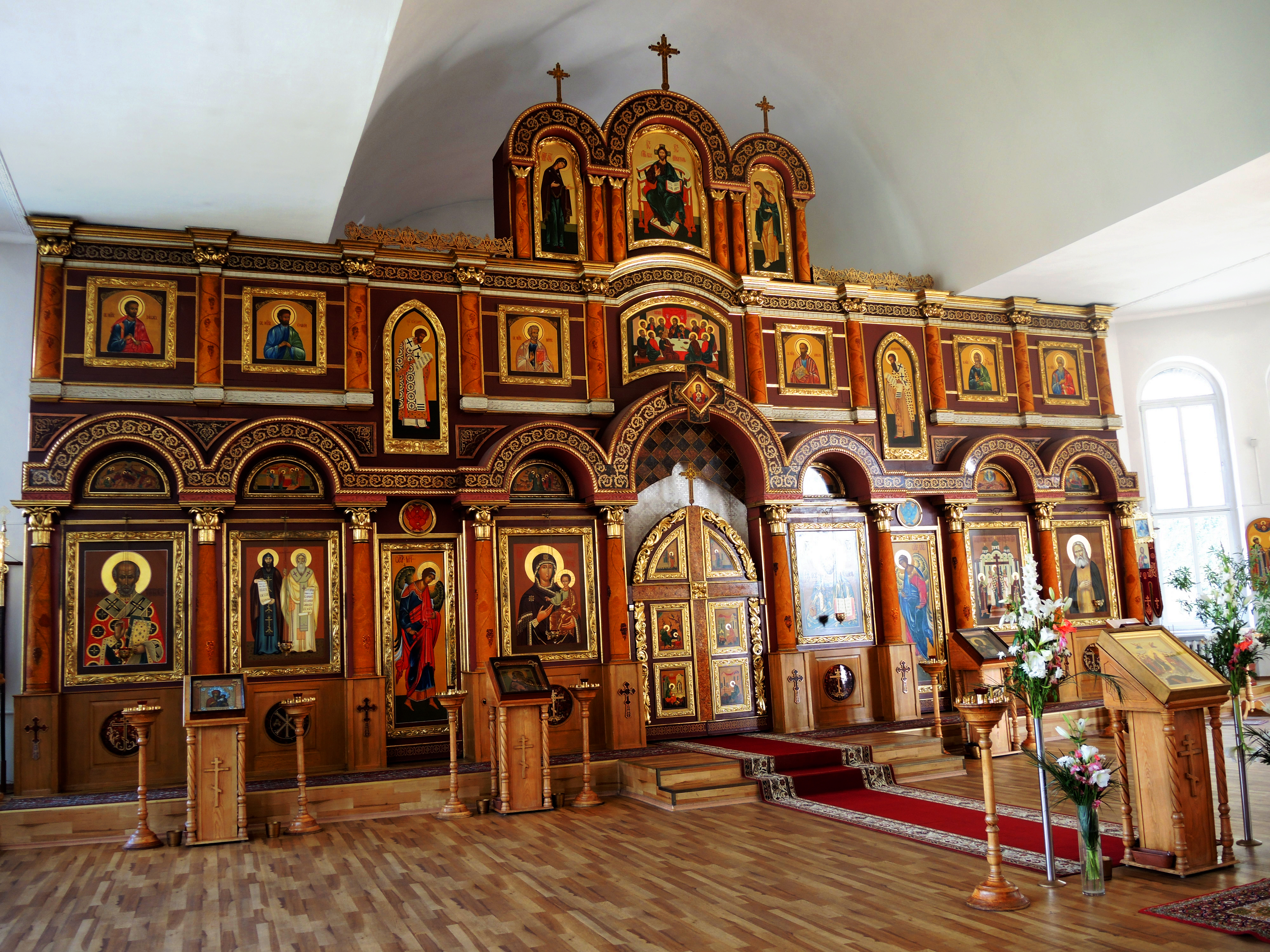
Ikonostas

Sobór Podwyższenia Krzyża Pańskiego – dawny ewangelicki kościół Świętego Krzyża (niem. Kreuzkirche; ros. Kircha kresta; Krojckircha – Кирха креста, Кройцкирха) w Królewcu, obecnie prawosławny sobór Podwyższenia Krzyża Świętego (ros. Крестовоздвиженский собор) przy ul. gen. Pawłowa 2 (ros. ул. генерала Павлова). Administracyjnie świątynia należy do dekanatu Opieki Matki Bożej eparchii kaliningradzkiej.
Świątynia znajduje się na wyspie rzecznej, do 1945 zwanej Lomse (obecnie Oktjabrski ostrow – Октябрьский остров), leżącej pomiędzy Starą i Nową Pregołą. O wyspę toczyło spór z Knipawą Stare Miasto Królewiec, które ostatecznie zwyciężyło. Miała służyć wyłącznie celom gospodarczym, jednak w czasach nowożytnych pojawiła się zabudowa mieszkalna. W 1896 wzniesiono nową synagogę.

## Historia
Budowie kościoła ewangelickiego przeszkodził wybuch I wojny światowej. Został wzniesiony w latach 1930–1933 według projektu Arthura Kicktona z Berlina. Jest modernistyczną budowlą ceglaną, o klinkierowej elewacji, z okrągłą nawą z emporami i z fasadą flankowaną dwiema ośmiobocznymi wieżami od zachodu. W ostrołukowej profilowanej niszy nad głównym wejściem umieszczono wielki krzyż wykonany z kadyńskiej majoliki. Świątynię połączono z domem parafialnym i plebanią.
Podczas II wojny światowej kościół został tylko nieznacznie uszkodzony (spłonął hełm wieży południowej), chociaż otaczająca zabudowa uległa niemal całkowitemu zniszczeniu. Służył jako warsztat samochodowy i fabryka przyborów do rybołówstwa, w tym czasie spłonął dach, a wnętrze uległo przeróbkom i całkowitej dewastacji. Zegar przeniesiono na wieżę dawnego kościoła Świętej Rodziny (Filharmonia). Budowla jest z daleka niewidoczna, gdyż otaczają ją wysokie bloki mieszkalne.
W 1989 przekazano gmach Rosyjskiemu Kościołowi Prawosławnemu, w 1991 została ustanowiona parafia eparchii smoleńsko-kaliningradzkiej. W latach 1991–1994 trwała odbudowa (proj. architekt Jurij Zabuga), z podziałem na cerkiew górną i pomocniczą dolną, św. Aleksandra Newskiego. W 2000 poświęcono bursztynowy ikonostas.